# Conchoecia macrocheira
Conchoecia macrocheira är en kräftdjursart som beskrevs av G. W. Müller 1906. Conchoecia macrocheira ingår i släktet Conchoecia och familjen Halocyprididae. Inga underarter finns listade i Catalogue of Life.